# Церковь Воскресения Христова (Курпово)
Церковь Воскресения Христова — православный храм в деревне Курпово Подпорожского района Ленинградской области. Памятник деревянного зодчества 1-й половины XVII века, единственный известный деревянный храм, имеющий в плане десятигранник («десятерик»).
Погост расположен в нижнем течении реки Важинки, на участке, где река делает крутую излучину. На прилегающей к церкви территории находится кладбище. Неподалёку сохранилась также церковь Георгия Победоносца в Юксовичах (д. Родионово).
Воскресенская церковь строилась как главный храм Важинского погоста — одного из духовно-административных центров Обонежской пятины. Колокольня первоначально стояла отдельно от храма — соединяющий их объём с двумя приделами («тёплая церковь») пристроен в 1870-х годах.
На протяжении сорока послевоенных лет это был единственный действующий храм на территории двух восточных районов Ленинградской области (Подпорожского и Лодейнопольского).

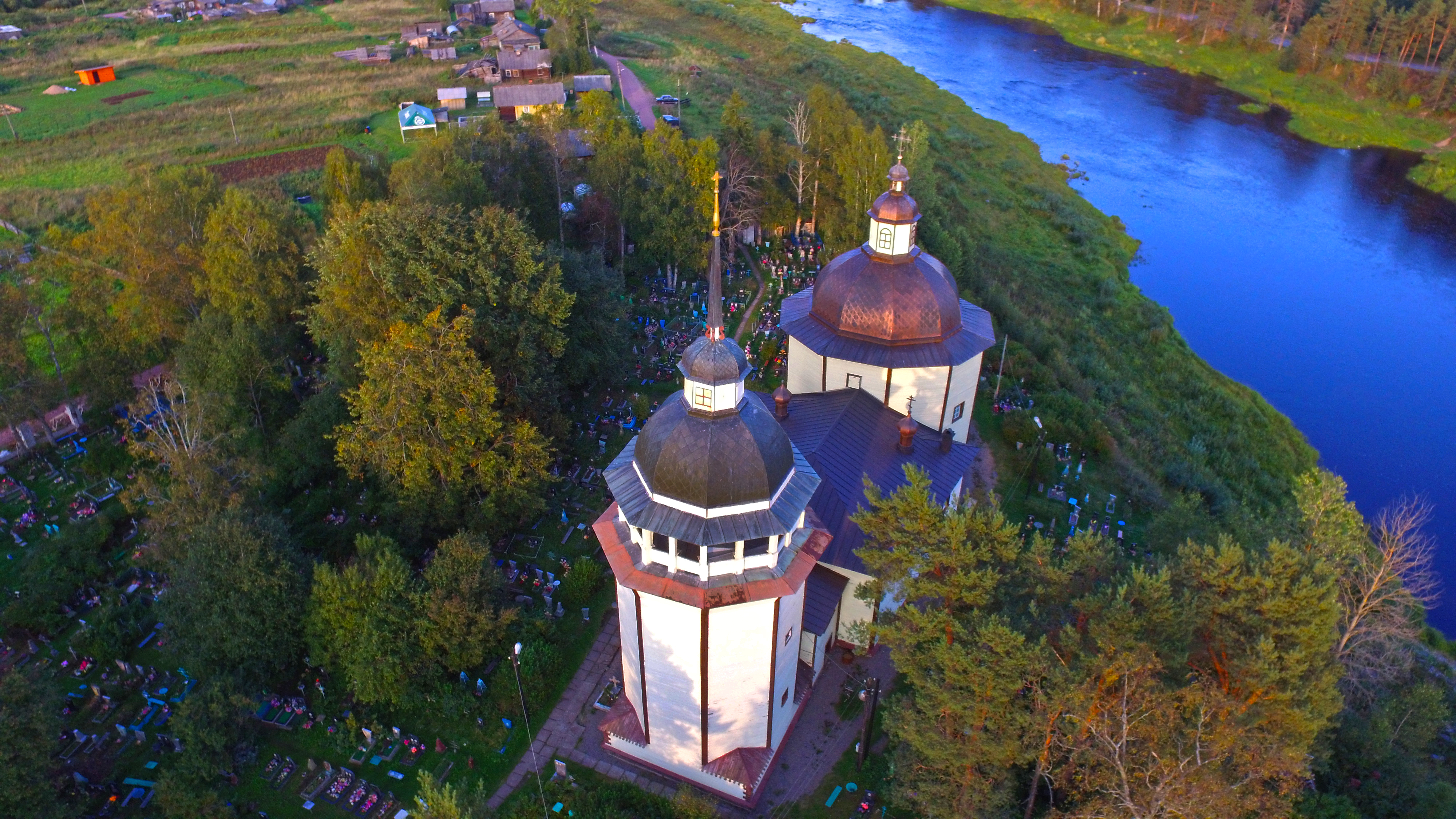
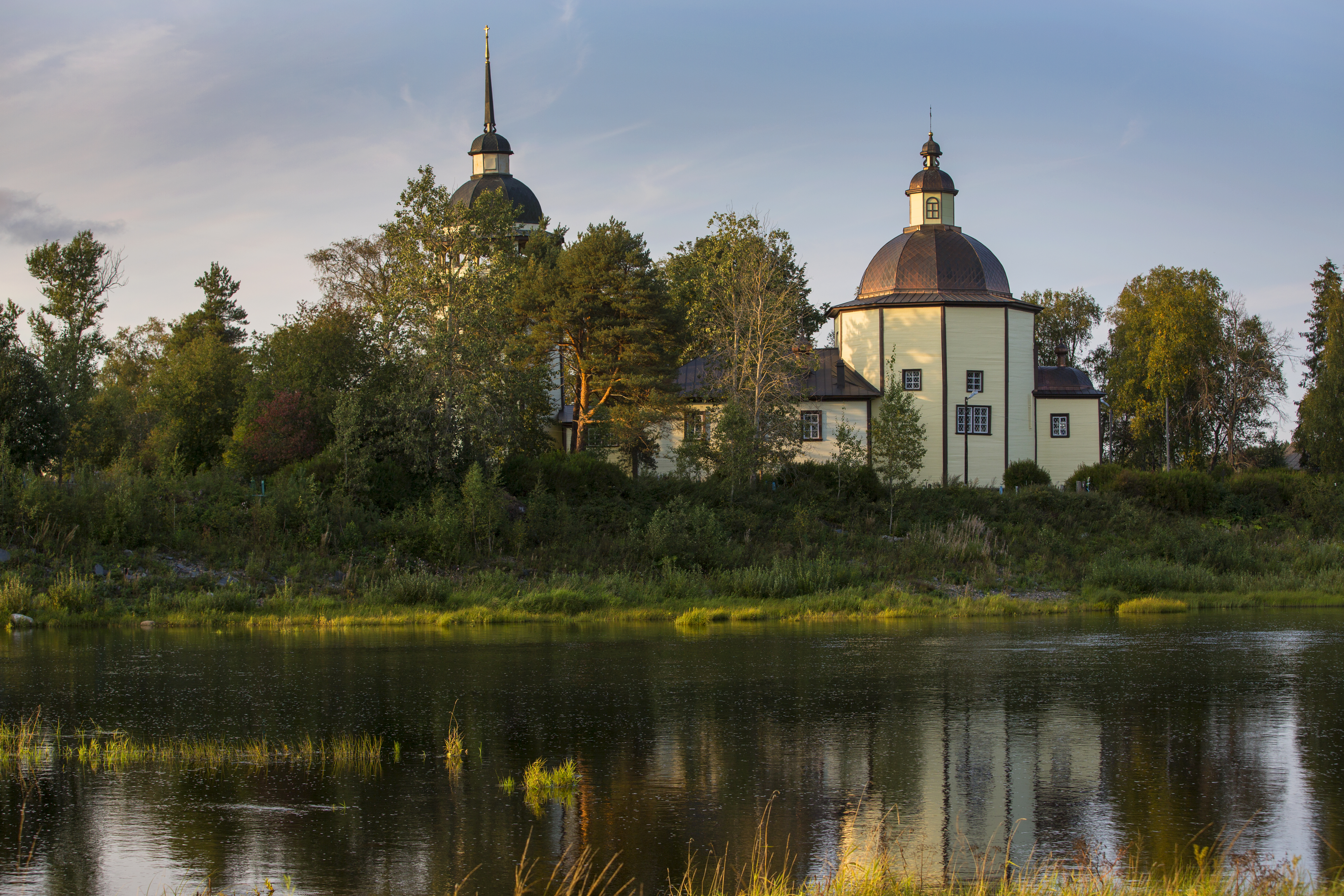
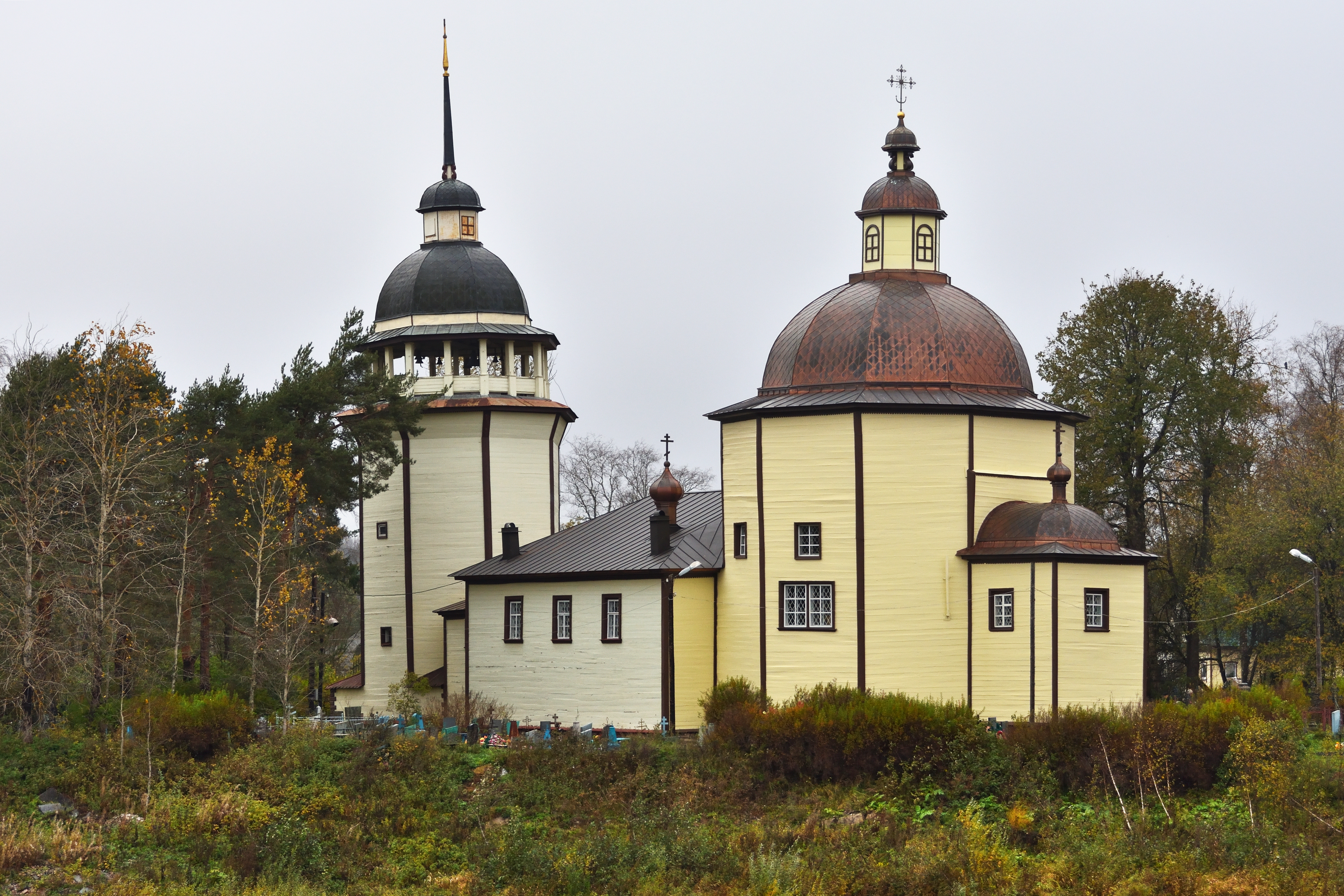